# Quận Perquimans, North Carolina
Quận Perquimans là một quận nằm ở bang Bắc Carolina.  Tại thời điểm năm 2000, quận có dân số 11.368 người. Quận lỵ đóng ở Hertford6.

## Địa lý
Theo Cục điều tra dân số Hoa Kỳ, quận có tổng diện tích 329 dặm Anh vuông (852 km²), trong đó, 247 dặm Anh vuông (640 km²) là diện tích đất và 82 dặm Anh vuông (212 km²) trong tổng diện tích (24,86%) là diện tích mặt nước.

### Các quận giáp ranh
- Quận Pasquotank (đông)
- Quận Chowan (tây nam)
- Quận Gates (tây bắc)

## Thông tin nhân khẩu
Theo cuộc điều tra dân số2 tiến hành năm 2000, quận này có dân số 11.368 người, 4.645 hộ, và 3.376 gia đình sinh sống trong quận này. Mật độ dân số là 46 người trên mỗi dặm Anh vuông (18/km²). Đã có 6.043 đơn vị nhà ở với một mật độ bình quân là 24 trên mỗi dặm Anh vuông (9/km²).  Cơ cấu chủng tộc của dân cư sinh sống tại quận này gồm 70,82% người da trắng, 27,99% người da đen hoặc người Mỹ gốc Phi, 0,18% người thổ dân châu Mỹ, 0,21% người gốc châu Á, 0,03% người các đảo Thái Bình Dương, 0,13% từ các chủng tộc khác, và 0,64% từ hai hay nhiều chủng tộc.  0,60% dân số là người Hispanic hoặc người Latin thuộc bất cứ chủng tộc nào.
Có 4,645 hộ trong đó có 28,20% có con cái dưới tuổi 18 sống chung với họ, 56,50% là những cặp kết hôn sinh sống với nhau, 12,60% có một chủ hộ là nữ không có chồng sống cùng, và 27,30% là không gia đình. 24,10% trong tất cả các hộ gồm các cá nhân và 11,90% có người sinh sống một mình và có độ tuổi 65 tuổi hay già hơn.  Quy mô trung bình của hộ là 2,42 còn quy mô trung bình của gia đình là 2,86,
Phân bố độ tuổi của cư dân sinh sống trong huyện là 23,00% dưới độ tuổi 18, 6,80% từ 18 đến 24, 24,40% từ 25 đến 44, 26,60% từ 45 đến 64, và 19,30% người có độ tuổi 65 tuổi hay già hơn.  Độ tuổi trung bình là 42 tuổi. Cứ mỗi 100 nữ giới thì có 91,30 nam giới. Cứ mỗi 100 nữ giới có độ tuổi 18 và lớn hơn thì, có 87,50 nam giới.
Thu nhập bình quân của một hộ ở quận này là $29.538, và thu nhập bình quân của một gia đình ở quận này là $35.212, Nam giới có thu nhập bình quân $27.251 so với mức thu nhập $18.728 đối với nữ giới. Thu nhập bình quân đầu người của quận là $15.728, Khoảng 13,90% gia đình và 17,90% dân số sống dưới ngưỡng nghèo, bao gồm 27,20% những người có độ tuổi 18 và 15,80% là những người 65 tuổi hoặc già hơn.

## Thành phố và thị xã
- Hertford
- Winfall

### Cộng đồng không hợp nhất
- Belvidere